# Italochrysa stigmaticus
Italochrysa stigmaticus là một loài côn trùng trong họ Chrysopidae thuộc bộ Neuroptera. Loài này được Rambur miêu tả năm 1838.